# Shorty Templeman
Shorty Templeman (n. 12 august 1919, Pueblo⁠(d), Colorado, SUA – d. 24 august 1962, Marion⁠(d), Ohio, SUA) a fost un pilot de Formula 1. De-a lungul carierei a luat startul în 3 curse, niciuna din pole-position. Nu a câștigat nicio cursă și nu a terminat niciodată pe podium, acumulând 0 puncte în întreaga activitate ca pilot de Formula 1.